# 宮津港
宮津港（みやづこう）は、京都府宮津市にある港湾。港湾管理者は京都府。港湾法上の地方港湾、港則法上の特定港に指定されている。統計法に基づく港湾調査規則では甲種港湾に分類されている。
若狭湾西部の宮津湾に位置する港湾で、日本三景の一つである天橋立で区切られた阿蘇海も港湾区域に含まれる。

## 経済

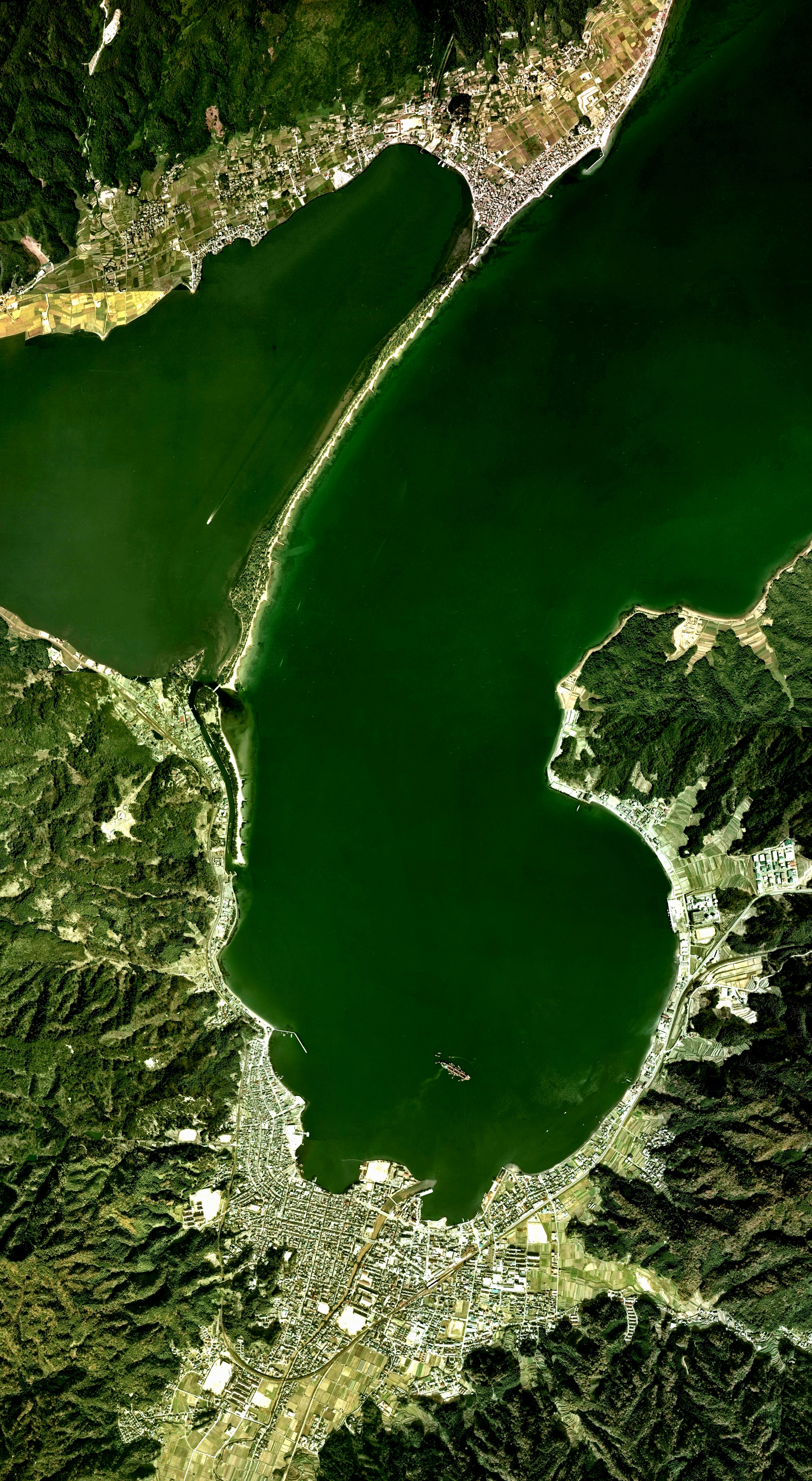
1975年の宮津港周辺。。

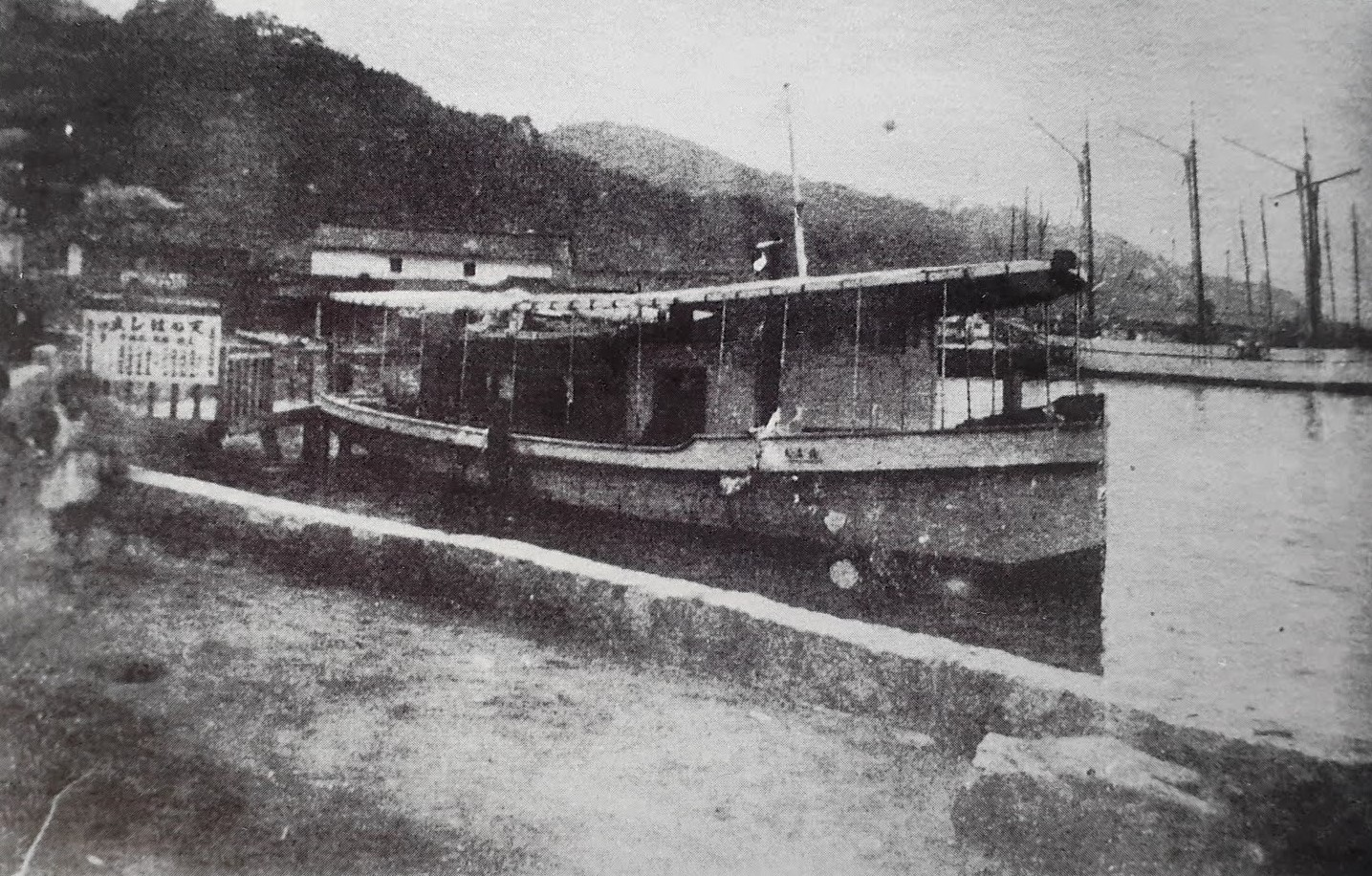
大正時代の宮津港

リアス式海岸の湾奥にある良港であり、江戸時代は宮津藩の要港として、また西廻海運の寄港地として栄えた。1889年（明治32年）に関税法上の開港に指定。太平洋戦争中には戦略物資であったニッケルを国産化するため、大江山鉱山で採掘されたニッケル鉱石を製錬する岩滝製錬所が開設され、朝鮮半島の清津から無煙炭、九州から石灰岩など、製錬に使用する資材が当港へ送られた。
戦後の1950年（昭和25年）に地方港湾の指定を受け、1953年（昭和28年）に京都府が港湾管理者となった。戦後、鉱山は閉山となったが、1952年（昭和27年）に製錬所（現在の日本冶金工業大江山製造所）の操業が再開され、当港を通じてニューカレドニアなどから純度の高いニッケル鉱石を輸入している。1972年度から1981年度にかけては、鶴賀地区の再開発が行われ、鶴賀第一埠頭の拡張、鶴賀第二埠頭の新規整備が行われた。
2015年度の発着数は104隻（375,179総トン）、うち外航商船21隻（333,716総トン）である。
宮津湾の入口近くの田井には田井宮津ヨットハーバーがあり、同施設は海の駅に登録されている。また同施設を中核施設とする「みなとオアシスたいみやづ」としてみなとオアシスに登録されている。

## 航路
日本冶金工業大江山製造所へ原料となるニッケルと燃料として使用する石炭を輸送するばら積み貨物船が入港するが、阿蘇海の奥にある製造所には直接接岸できないため、沖止めとしてグループ会社の宮津港運が運航するはしけで文殊水路を通じて荷役される。
丹後海陸交通が港内で観光船を運航するほか、舟屋で知られる伊根町との間で観光航路を季節運航している。

### 丹後海陸交通
天橋立観光船
- 宮津桟橋 - 天橋立桟橋 - 一の宮桟橋

平日は概ね30分間隔、土休日および8月上旬・中旬は20分-30分間隔で、9時から16時（冬期）18時（夏期）まで運航する。宮津桟橋発着は1往復のみ。
伊根航路
- 宮津桟橋 - 天橋立桟橋 - 伊根 - 日出（伊根湾めぐり遊覧船のりば）（所要時間50分）

2017年は4月29日から11月5日までの間の土日祝に1日1往復を運航する。

## 港湾施設
大型船が接岸可能な岸壁を備える鶴賀地区のほか、島崎地区、文殊地区、須津地区、漁師地区、獅子地区、江尻地区、日置地区の各地区に分かれている。

### 鶴賀地区
- 鶴賀第一埠頭
  - -5.0m岸壁（L=148.6m、1989年竣工）
  - -5.0m岸壁（L=55.1m、1977年竣工）
- 鶴賀第二埠頭
  - -5.5m岸壁（L=132.2m、1989年竣工）
  - -4.5m岸壁（L=110.0m、1989年竣工）